# Isoguanosin
Isoguanosin ist ein synthetisches Nukleosid. Es besteht aus der β-D-Ribofuranose (Zucker) und der Nukleinbase Isoguanin. Es ist ein Isomer des Guanosins, wobei Aminogruppe und Carbonylgruppe die Plätze tauschen.
|             |                 |
| Guanosin, G | Isoguanosin, iG |

## Vorkommen
Isoguanosin ist ein natürlich vorkommendes aktives Isomer von Guanosin, das in den Samen von Croton tiglium enthalten ist. Sie wurde auch aus Diaulula sandiegensis isoliert.